# ولاية نيغتشيسار

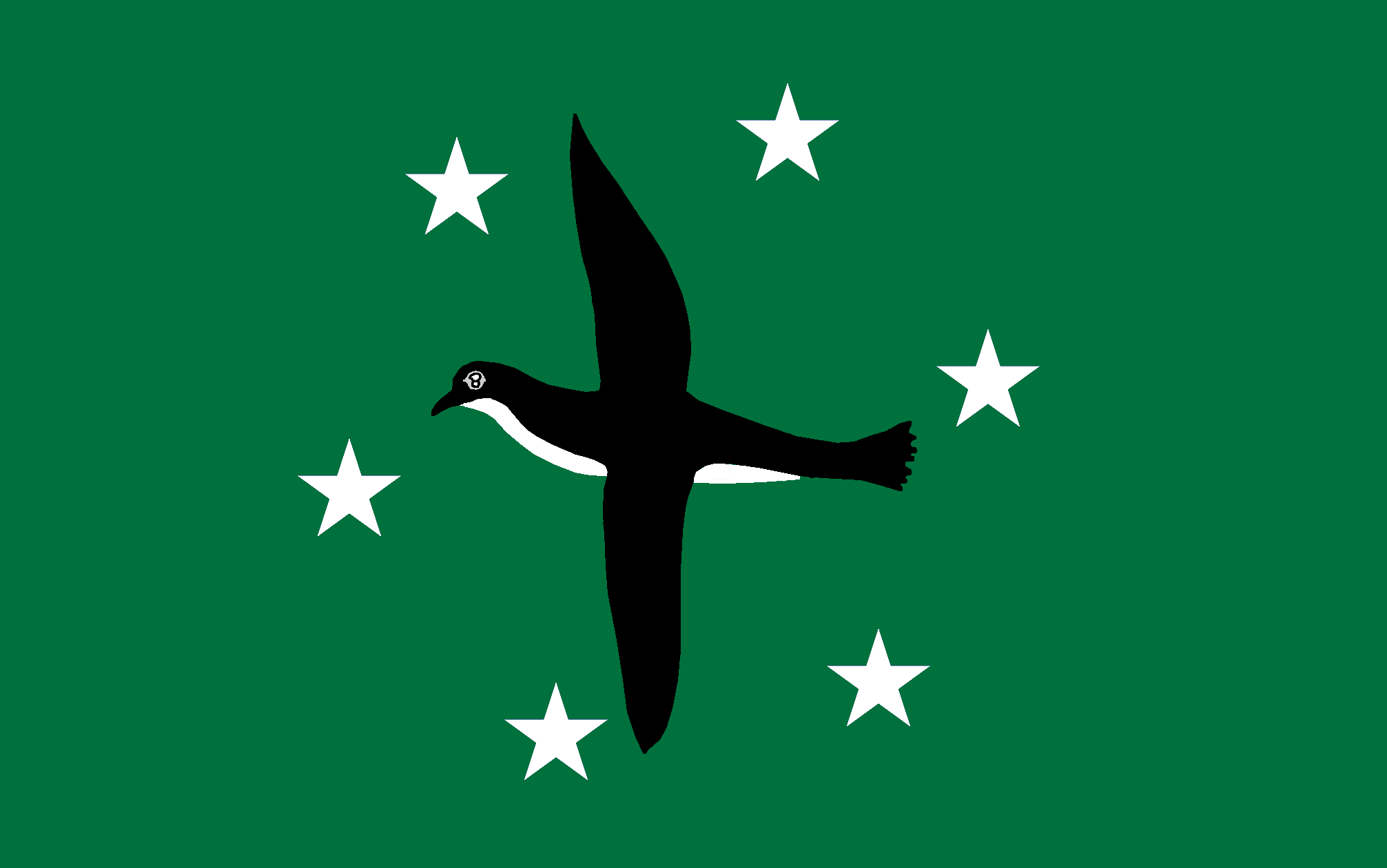
علم منطقة نيغتشيسار

نيغتشيسار (بالأنكليزية:Ngchesar) والمعروفة أيضا باسم أولديايس "Oldiais" وهي واحدة من ستة عشر ولاية في جمهورية بالاو. يبلغ عدد سكانها حوالي 300 نسمة، وعاصمتها نيغتشيسار. تعد سادس أكبر ولاية من حيث المساحة، وتبلغ مساحتها نحو 40 كيلومتراً مربعاً، ويقع على الجانب الشرقي من الجزيرة جزيرة بابلداوب، شمال غرب ولاية آيراي، وجنوب شرق ولاية ميلكيوك.